# Đội hình chiến thuật
Đội hình chiến thuật là sự sắp xếp các lực lượng quân sự trong hoạt động triển khai và chiến đấu theo một cách thức, trật tự nhất định...Việc bố trí hợp lý trên chiến trường từng đơn vị quân đội sẽ góp phần chiến đấu hiệu quả và giành chiến thắng trước quân đối phương.

## Đội hình cơ bản
- Cột
- Hàng
- Ô vuông
- Nêm bay
- Nêm đảo ngược
- Hình bậc thang
- Hình Vic
- Cột so le
- Xương cá
- Vòng tròn
- Lược (quân sự)
- Trật tự xiên
- Đội hình tự do
- Đội hình phalanx
- Đội hình con rùa

Đội hình chiến thuật cũng được sử dụng rộng rãi trong các lĩnh vực khác như trò chơi, thể thao.